# Serica bhaktai
Serica bhaktai är en skalbaggsart som beskrevs av Ahrens 1999. Serica bhaktai ingår i släktet Serica och familjen Melolonthidae. Inga underarter finns listade i Catalogue of Life.